# Adasaurus mongoliensis
Adasaurus mongoliensis ("lagarto de Ada de Mongolia")  es la única especie conocida del género fósil Adasaurus de dinosaurio terópodo dromeosáurido que vivió en el Cretácico Superior, hace aproximadamente 70 millones de años en el Maastrichtiense, en lo que hoy es Asia.

## Descripción

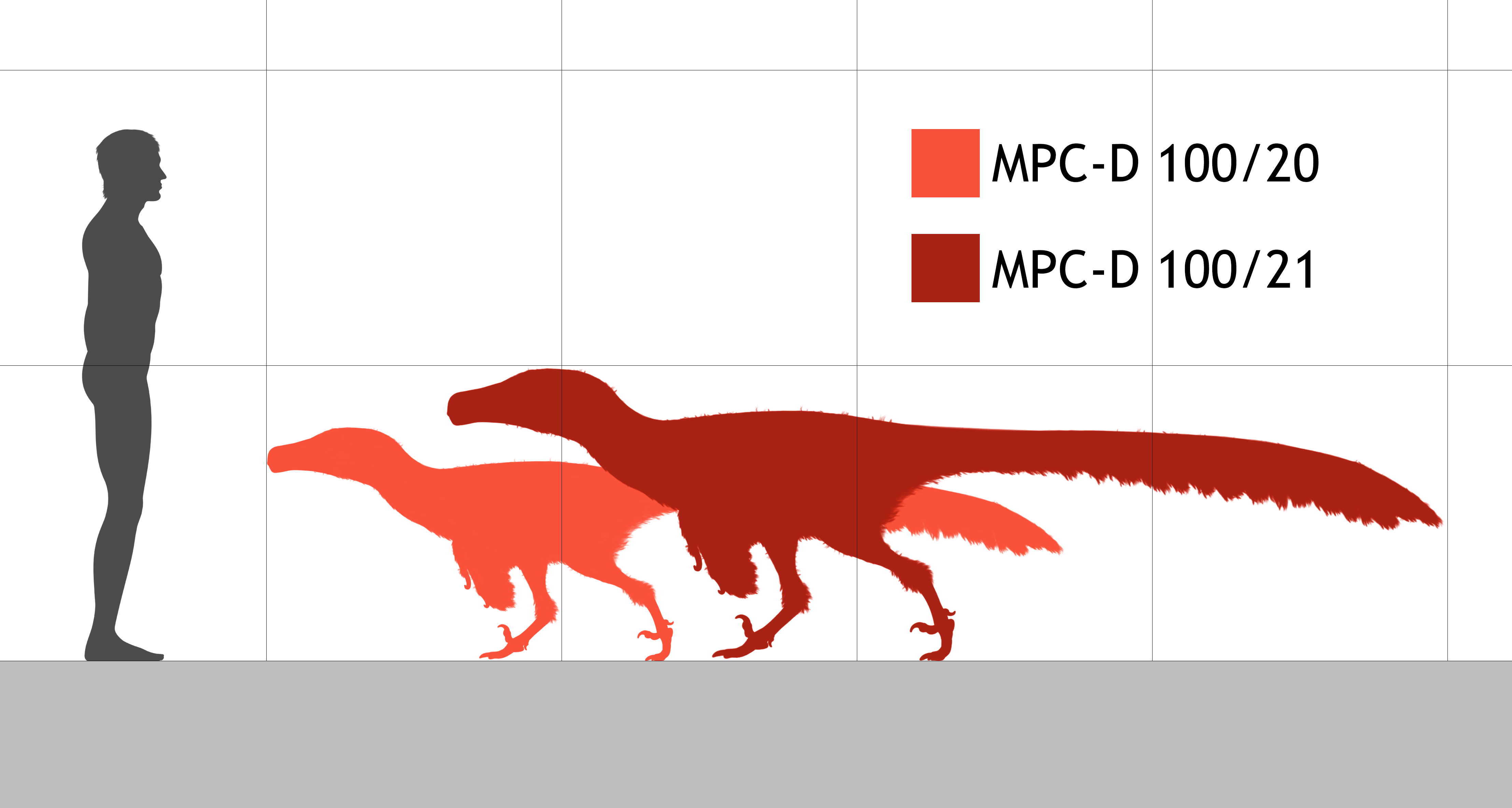
Comparación del tamaño del holotipo y el paratipo con un humano de 1,8 m de altura.

Adasaurus era un dromeosáurido de tamaño bastante grande. El holotipo tiene una longitud estimada de 2,39 m con un peso de 36,5 kg.  Los elementos pedales comparativamente más grandes del paratipo indican un tamaño ligeramente mayor en este último espécimen que se estima en alrededor de 3,5 m y 87 kg de masa corporal. Además del ungueal II pedal reducido, Adasaurus puede reconocerse por los siguientes rasgos adicionales, proyección expandida del maxilar, lagrimal curvado, mandíbula inferior con un foramen surangular prominente, proyección triangular irregular en el eje cuadrado, las vértebras sacras anteriores están excavadas en los laterales, y el borde anterior de la lámina anterior en el íleon está relativamente acortado. Este ligero cazador medía  Se caracterizaba principalmente por tener el segundo dedo doblado con una garra afilada y ganchuda. Adasaurus, es único entre los dromeosáuridos, ya que la garra en hoz de sus pies son mucho más pequeñas. Otras estimaciones han sido menores aproximadamente 1.80 metros de longitud y 70 centímetros de altura, exhibiendo un peso estimado de unos 15 kilogramos.

### Cráneo

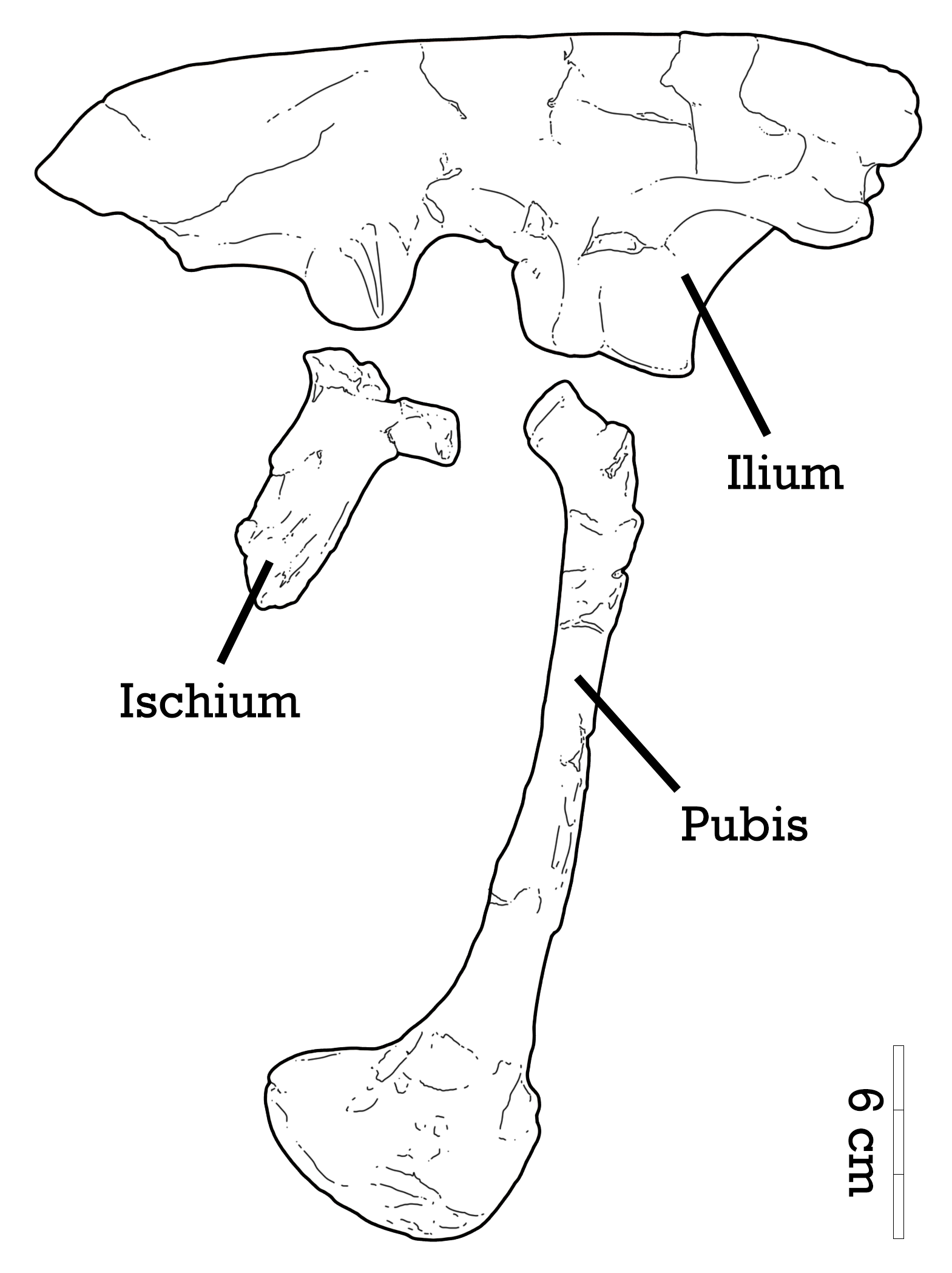
Diagrama de la pelvis

En el lado derecho del cráneo, la porción inferior del yugal se expande de arriba hacia abajo. El cuadrado es un hueso grande y vertical con una gran proyección triangular en su borde lateral. Esta proyección triangular está ubicada en el eje del cuadrado y doblada hacia arriba. La superficie superior del ectopterigoideo derecho, un hueso más pequeño del paladar, está aplanada hacia el paladar. Como en otros dromeosáuridos, el lagrimal tiene forma de L invertida, pero el cuerpo delgado de este hueso está curvado, lo que también se ve en Austroraptor.

### Esqueleto postcraneal

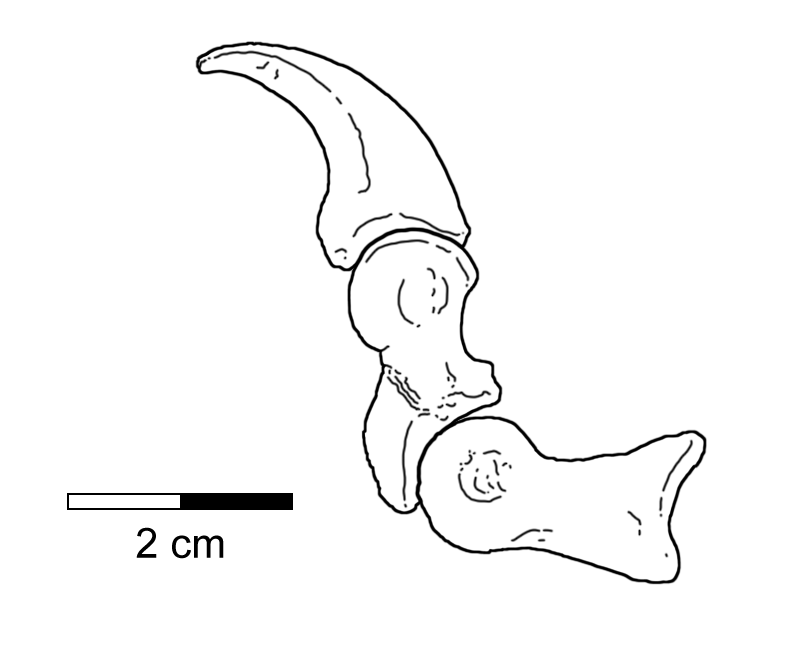
Diagrama lineal que muestra la garra falciforme reducida del holotipo

La escápula y el coracoides del holotipo están completamente fusionados dando forma al escapulocoracoides y la sutura entre ellos no está presente. Los agujeros neumáticos están presentes en las vértebras sacras anteriores holotípicas.. El fémur y la tibia del holotipo miden 27,3 cm y 30,3 cm de largo, respectivamente, y el cuarto trocánter es una cresta prominente y rugosa que se encuentra en la superficie interna posterior de la región superior del eje femoral. El fémur en sí es muy similar al del dromaeosáurido indeterminado DGBU-78. La superficie anterior del extremo inferior del eje femoral tiene forma convexa y el tubérculo lateral del extremo superior de la articulación tibia-peroné es una estructura compacta.  La presencia de una fosa redondeada en la superficie interna del tibiotarso inferior se documenta a menudo en dromeosáuridos, sin embargo, esta característica no es verificable en Adasaurus ya que la región del astrágalo está cubierta de sedimentos.
El borde superior posterior del íleon es proporcionalmente más engrosado que el de Achillobator, y el borde anterior de la lámina anterior del íleon tiene una forma similar a la de Saurornitholestes. Este borde anterior tiene una apariencia dentada que es característica de Adasaurus. En general, el borde superior tiene una forma recta. El pedúnculo púbico, una extensión anterior robusta que se articula con el pubis, es ancho y desarrollado hasta la parte inferior. Una gran extensión supratrocantérea, por encima del trocánter del fémur, está ausente en el íleon. Al igual que otros dromeosáuridos, el pubis es alargado con una bota púbica, el extremo inferior, expandida y presenta una condición opistopúbica, es decir dirigida hacia atrás. El ungueal del dedo II no está hipertrofiado y alargado, como en la mayoría de los dromeosáuridos, y aunque Adasaurus presenta una proporción de metatarsianos II-III similar a la de Balaur, esto se debe a la garra falciforme reducida del dedo II en lugar de un ungueal alargado del dedo I. El metatarsiano III del paratipo muestra que hay un tubérculo presente en la superficie extensora y esta tuberosidad probablemente origina la inserción del músculo tibialis cranialis. Los tarsianos inferiores y los extremos superiores de los metatarsianos están algo fusionados.

## Descubrimiento e investigación

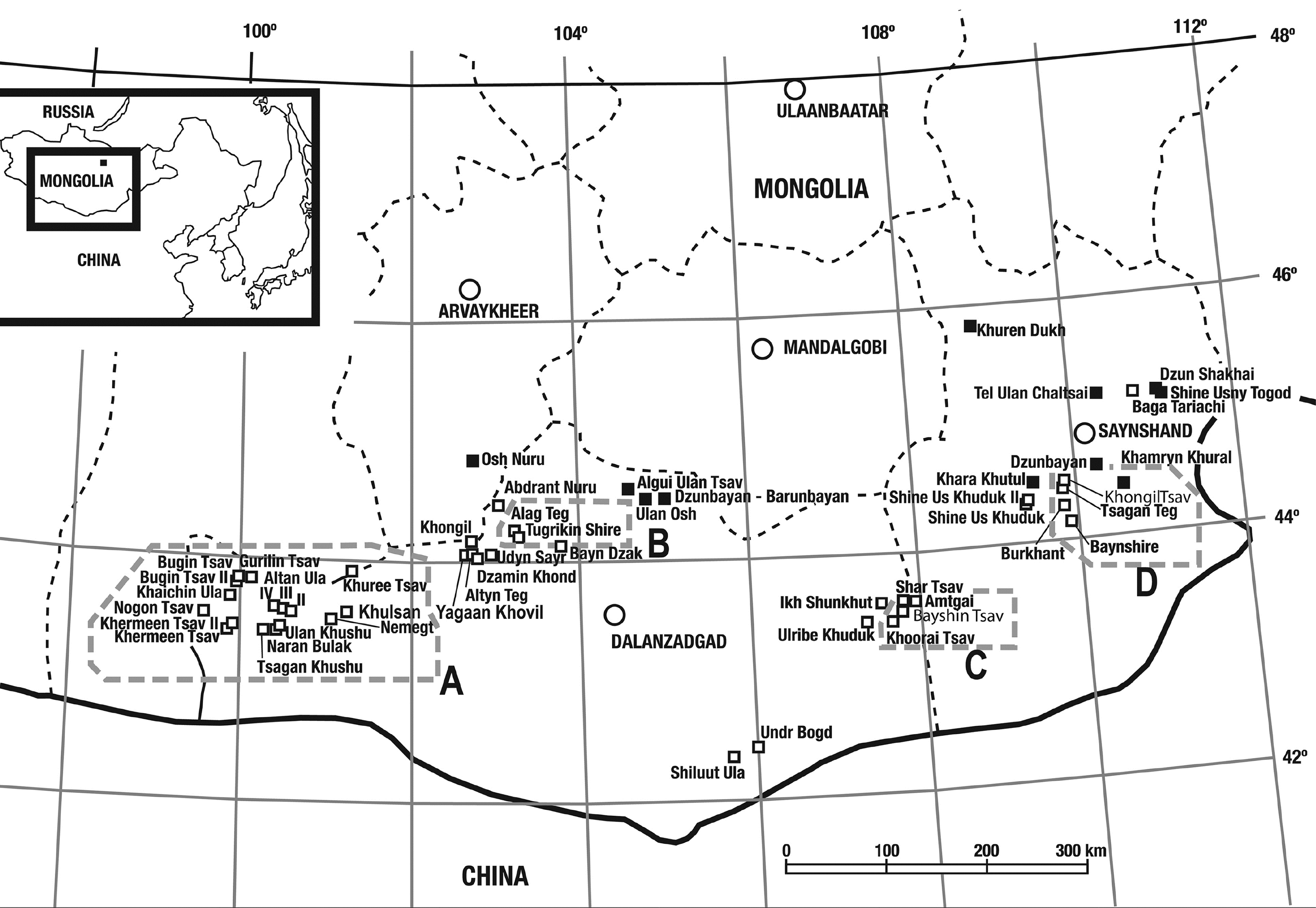
Localidades fósiles en Mongolia. Los restos fósiles de Adasaurus se han encontrado en Bügiin Tsav, en el Área A

Adasaurus fue descrito por primera vez en 1977 por el paleontólogo mongol Rinchen Barsbold en una comparación pélvica con otros terópodos, pero permanecería como un taxón nombrado informalmente hasta una descripción adecuada. En 1983, Barsbold publicó una gran revisión comparativa de los taxones de terópodos mongoles conocidos en ese momento, donde nombró formalmente a Adasaurus y la especie tipo A. mongoliensis, que se basó en dos especímenes parciales.  El nombre deriva del término Ada un espíritu demoníaco en la mitología mongola con el sufijo saurus que en griego significa lagarto, que es de uso usual en los nombres de dinosaurios. Con solo una especie, Adasaurus mongoliensis, que obtiene su nombre de Mongolia, donde fuera encontrado. Ambos género y especie, fueron nombrados por el famoso paleontólogo mongol Rinchen Barsbold en 1983. Dos especímenes de Adasaurus han sido encontrados, ambos en la Formación Nemegt de la Provincia de Bayankhongor en Mongolia. El holotipo, IGM 100/20,  es un cráneo incompleto asociado con otros huesos, incluyendo los tres de la cadera. El paratipo, IGM 100/51, también descrito en el trabajo original, consiste en la parte posterior de otro ejemplar e incluye los miembros traseros. Ambos se encuentran en la colección del Instituto Mongol de Geología en Ulán Bator, Mongolia.
Barsbold describió brevemente a Adasaurus como un dromeosáurido y señaló que este nuevo taxón poseía un segundo ungueal pedal notablemente reducido. Dado que este rasgo contrastaba con el ungueal grande y muy desarrollado de la mayoría de los miembros, Barsbold lo incluyó como un carácter único para Adasaurus. Sin embargo, la autenticidad de esta reducción inusual fue cuestionada en 2010 por Phil Senter, quien afirmó que el supuesto ungueal no pertenecía al espécimen. Sin embargo, en el diagnóstico revisado realizado por Turner y colegas en 2012, este carácter todavía se considera auténtico, lo que ha sido ampliamente seguido por otros autores.

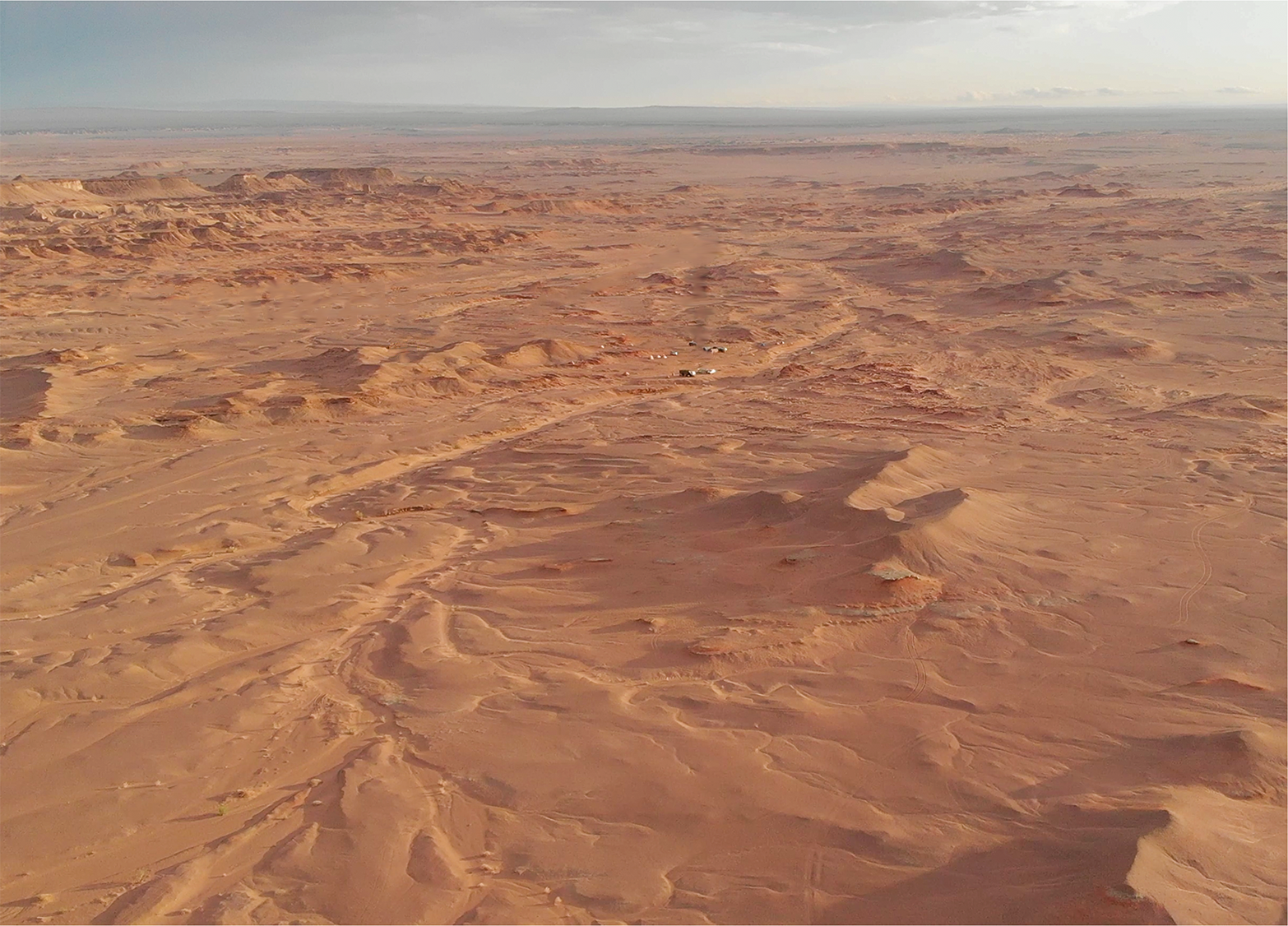
Fotografía aérea de la localidad de Bügiin Tsav, Formación Nemegt

La edad de Nemegt, así como de otros sedimentos mongoles de finales del Cretácico, no es conocida con exactitud. Comúnmente se las considera del Maastrichtiense. De esta manera la Formación Nemegt debió haber sido depositada hace entre 74 y 66 millones de años atrás. Otros dinosaurios de esta formación incluyen a Tarbosaurus un tiranosáurido, el ornitomímido Anserimimus, el troodóntido Zanabazar y el hadrosáurido Saurolophus.
Adasaurus es conocido a partir del holotipo MPC-D 100/20, que representa a un individuo adulto que comprende un cráneo parcial al que le falta su región anterior, el escapulocoracoides derecho y una placa esternal, 8 vértebras cervicales, 11 vértebras dorsales parciales, el sacro, 7 vértebras caudales, extremidades traseras parciales con el pie derecho y una cintura pélvica derecha casi completa que comprende el íleon , el isquion y el pubis . Un segundo espécimen está representado por el paratipo menos completo MPC-D 100/21 que incluye dos vértebras caudales y un pie derecho casi completo. Ambos especímenes fueron desenterrados de la Formación Nemegt en la localidad de Bügiin Tsav, en el desierto de Gobi de Mongolia. En 2004, Philip J. Currie y David J. Varricchio refirieron otros dos especímenes a Adasaurus etiquetados como IGM 100/22 e IGM 100/23. Supuestamente, los especímenes fueron recuperados de la misma localidad del holotipo. Sin embargo, estos especímenes son conocidos en realidad de las localidades de Shine Us Khuduk y Tel Ulan Chaltsai respectivamente de la Formación Bayan Shireh y, por lo tanto, son más antiguos que los restos de Adasaurus de la Formación Nemegt más joven. Representan un taxón diferente y nuevo que difiere de Adasaurus.

## Clasificación
Adasaurus es miembro de la familia Dromaeosauridae, que incluye a terópodos muy cercanos a las aves. Otros dromeosáuridos incluyen a Deinonychus, Velociraptor, Microraptor y Buitreraptor. Las relaciones dentro de la familia son poco conocidas, pero Adasaurus suele ser incluido dentro de la subfamilia Dromaeosaurinae, junto con el género mongol Achillobator y varios otros géneros de Norteamérica como Utahraptor y Dromaeosaurus.  En 1988, en el libro Predatory Dinosaurs of the World, Gregory S. Paul clasificó este género como una especie de la especie de dromeosáurido norteamericano  Dromaeosaurus, quedando con el nombre Dromaeosaurus mongoliensis. Sin embargo, hasta la fecha, esta reclasificación no ha sido adoptada por otros investigadores. Varios estudios recientes han sugerido por lo contrario que es miembro de la subfamilia Velociraptorinae.
Cuando Barsbold lo erigió en 1983, Velociraptorinae fue concebido como un grupo que contenía a Velociraptor y especies estrechamente relacionadas que se caracterizaban por su tamaño más pequeño y hocicos largos y estrechos. Sin embargo, Barsbold no incluyó a Adasaurus en el grupo; en cambio, lo colocó dentro de Dromaeosaurinae. No fue hasta 1998 que este grupo fue definido como un clado por Paul Sereno. Sereno definió el grupo como todos los dromeosáuridos más estrechamente relacionados con Velociraptor que con Dromaeosaurus. Kubota y Barsbold en 2006 durante su reexaminación de Adasaurus encontraron que este taxón estaba más estrechamente relacionado con Velociraptor que otros dromeosáuridos.  La visión tradicional de los Velociraptorinae incluía comúnmente a Velociraptor, Tsaagan y Linheraptor, que se conocen a partir de cráneos completos, sin embargo, la mayoría de los análisis varían ampliamente con respecto a qué especies son realmente velociraptorinos y cuáles son dromeosaurinos. Turner y colegas en 2012 apoyaron una composición tradicional y monofilética de Velociraptorinae. Sin embargo, algunos estudios encontraron un grupo muy diferente de dromeosáuridos en Velociraptorinae, como Longrich y Currie en 2009, que recuperaron a Deinonychus por fuera de Velociraptorine y Dromaeosaurinae.  Tradicionalmente, Adasaurus fue asignado a Dromaeosaurinae, que incluye animales gigantes y de complexión pesada como Achillobator y Utahraptor pero varios análisis han sugerido que pertenece a Velociraptorinae.

### Filogenia
A continuación se muestra un cladograma basado en el análisis filogenético realizado por James G. Napoli y colegas en 2021.

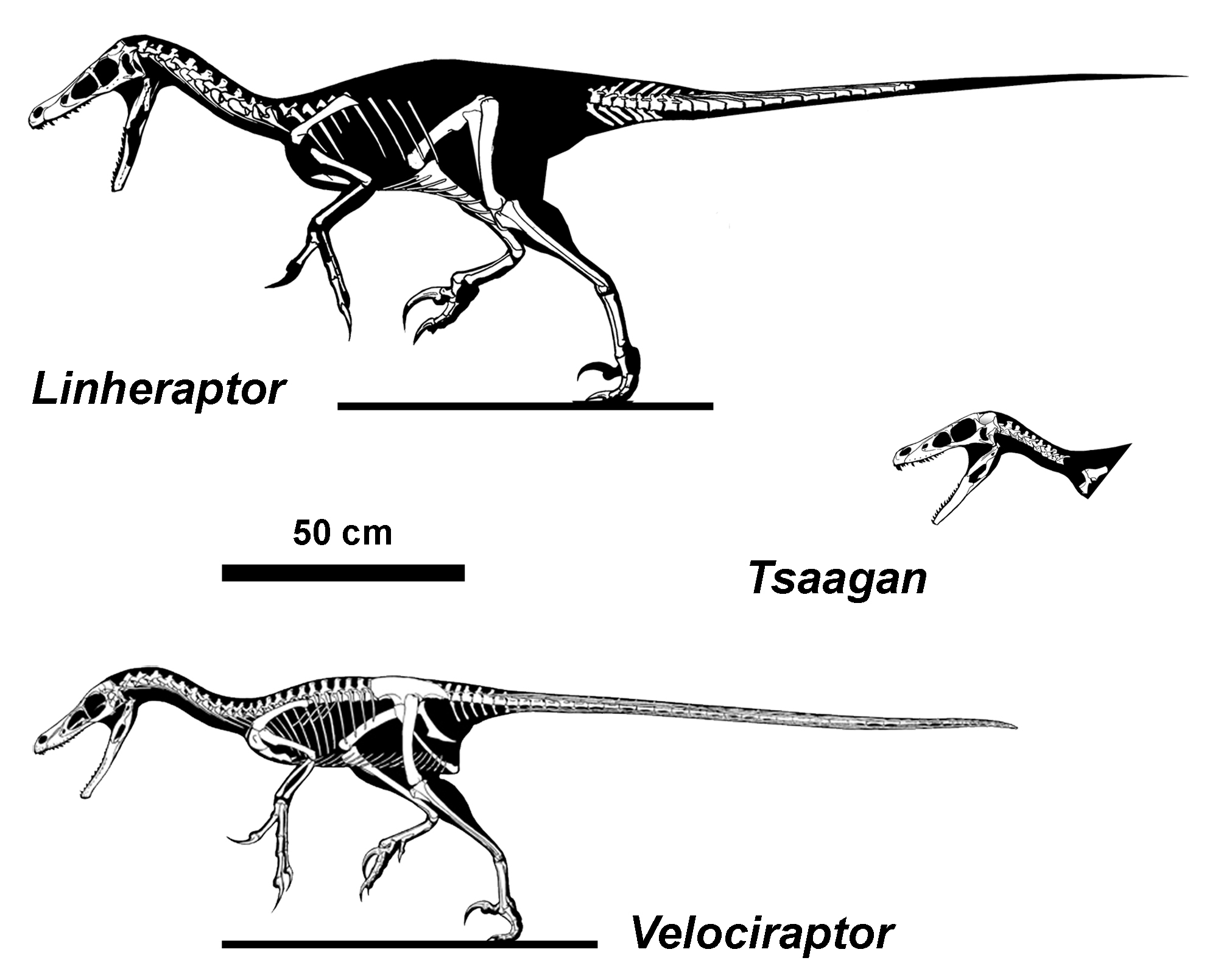
Comparación entre algunos miembros de Velociraptorinae, entre los que destacan Linheraptor, Tsaagan y Velociraptor

|  | Linheraptor |
|  |             |
|  | Tsaagan     |
|  |             |

|  | Adasaurus |
|  |           |
|  | Kuru      |
|  |           |

|         | Balaur                                                |
|         |                                                       |
| unnamed | \| \| Shri \| \| \| \| \| \| Velociraptor \| \| \| \| |
|         | \| \| Shri \| \| \| \| \| \| Velociraptor \| \| \| \| |
|         | Shri                                                  |
|         |                                                       |
|         | Velociraptor                                          |
|         |                                                       |

|  | Shri         |
|  |              |
|  | Velociraptor |
|  |              |

|  | Adasaurus |
|  |           |
|  | Kuru      |
|  |           |

|         | Balaur                                                |
|         |                                                       |
| unnamed | \| \| Shri \| \| \| \| \| \| Velociraptor \| \| \| \| |
|         | \| \| Shri \| \| \| \| \| \| Velociraptor \| \| \| \| |
|         | Shri                                                  |
|         |                                                       |
|         | Velociraptor                                          |
|         |                                                       |

|  | Shri         |
|  |              |
|  | Velociraptor |
|  |              |

|  | Adasaurus |
|  |           |
|  | Kuru      |
|  |           |

|         | Balaur                                                |
|         |                                                       |
| unnamed | \| \| Shri \| \| \| \| \| \| Velociraptor \| \| \| \| |
|         | \| \| Shri \| \| \| \| \| \| Velociraptor \| \| \| \| |
|         | Shri                                                  |
|         |                                                       |
|         | Velociraptor                                          |
|         |                                                       |

|  | Shri         |
|  |              |
|  | Velociraptor |
|  |              |

|  | Adasaurus |
|  |           |
|  | Kuru      |
|  |           |

|         | Balaur                                                |
|         |                                                       |
| unnamed | \| \| Shri \| \| \| \| \| \| Velociraptor \| \| \| \| |
|         | \| \| Shri \| \| \| \| \| \| Velociraptor \| \| \| \| |
|         | Shri                                                  |
|         |                                                       |
|         | Velociraptor                                          |
|         |                                                       |

|  | Shri         |
|  |              |
|  | Velociraptor |
|  |              |

|  | Linheraptor |
|  |             |
|  | Tsaagan     |
|  |             |

|  | Adasaurus |
|  |           |
|  | Kuru      |
|  |           |

|         | Balaur                                                |
|         |                                                       |
| unnamed | \| \| Shri \| \| \| \| \| \| Velociraptor \| \| \| \| |
|         | \| \| Shri \| \| \| \| \| \| Velociraptor \| \| \| \| |
|         | Shri                                                  |
|         |                                                       |
|         | Velociraptor                                          |
|         |                                                       |

|  | Shri         |
|  |              |
|  | Velociraptor |
|  |              |

|  | Adasaurus |
|  |           |
|  | Kuru      |
|  |           |

|         | Balaur                                                |
|         |                                                       |
| unnamed | \| \| Shri \| \| \| \| \| \| Velociraptor \| \| \| \| |
|         | \| \| Shri \| \| \| \| \| \| Velociraptor \| \| \| \| |
|         | Shri                                                  |
|         |                                                       |
|         | Velociraptor                                          |
|         |                                                       |

|  | Shri         |
|  |              |
|  | Velociraptor |
|  |              |

|  | Adasaurus |
|  |           |
|  | Kuru      |
|  |           |

|         | Balaur                                                |
|         |                                                       |
| unnamed | \| \| Shri \| \| \| \| \| \| Velociraptor \| \| \| \| |
|         | \| \| Shri \| \| \| \| \| \| Velociraptor \| \| \| \| |
|         | Shri                                                  |
|         |                                                       |
|         | Velociraptor                                          |
|         |                                                       |

|  | Shri         |
|  |              |
|  | Velociraptor |
|  |              |

|  | Adasaurus |
|  |           |
|  | Kuru      |
|  |           |

|         | Balaur                                                |
|         |                                                       |
| unnamed | \| \| Shri \| \| \| \| \| \| Velociraptor \| \| \| \| |
|         | \| \| Shri \| \| \| \| \| \| Velociraptor \| \| \| \| |
|         | Shri                                                  |
|         |                                                       |
|         | Velociraptor                                          |
|         |                                                       |

|  | Shri         |
|  |              |
|  | Velociraptor |
|  |              |